# Гузаев, Алексей Павлович
Алексе́й Па́влович Гуза́ев (род. 29 июня 1986) — российский спидвейный гонщик. Бронзовый призёр России в командном зачёте, бронзовый призёр Кубка России в парном зачёте.

## Карьера
За балаковский СТМК "Турбина" провёл 4 сезона в КЧР — с 2004 по 2007 год. После того, как клуб прекратил своё существование, перешёл в украинский "Шахтёр", также выступавший в чемпионате России. В 2009 году, когда в российском чемпионате выступало всего 3 команды, остался без клуба. С 2010 по 2013 и в 2017 гг. выступал за СК "Октябрьский". В 2014 году возвращался в Балаково, в СК "Турбина".
Главные достижения: бронза КЧР в составе СК "Турбина" (2014 год), бронза Кубка России среди пар совместно с Ленаром Нигматзяновым и Денисом Гизатуллиным (2011 год).
Стал одним из немногих российских спидвейных гонщиков, выступавших в финской спидвейной лиге. Принимал также участие в стартах Первой и Второй польских лиг.

## Среднезаездный результат
| Лига           | 2004               | 2005               | 2006               | 2007               | 2008         | 2009 | 2010              | 2011              | 2012              | 2013              | 2014          | 2015           | 2016 | 2017              |
| -------------- | ------------------ | ------------------ | ------------------ | ------------------ | ------------ | ---- | ----------------- | ----------------- | ----------------- | ----------------- | ------------- | -------------- | ---- | ----------------- |
| Флаг России    | 0,450 СТМК Турбина | 1,061 СТМК Турбина | 1,651 СТМК Турбина | 1,576 СТМК Турбина | 0,250 Шахтёр | -    | 1,438 Октябрьский | 1,273 Октябрьский | 1,114 Октябрьский | 1,448 Октябрьский | 2,000 Турбина | -              | -    | 1,056 Октябрьский |
| (I)            | -                  | -                  | -                  | 0,500 Грудзендз    | -            | -    | -                 | -                 | -                 | -                 | -             | -              | -    | -                 |
| (II)           | -                  | -                  | -                  | -                  | 1,050 Ровно  | -    | -                 | -                 | -                 | -                 | -             | -              | -    | -                 |
| Флаг Финляндии | -                  | -                  | -                  | -                  | -            | -    | -                 | -                 | -                 | -                 | -             | 1,500 Анккурит | -    | -                 |

## Достижения
| - Чемпионат России по спидвею среди юниоров: в командном зачёте — 3 место (2006) - Чемпионат России по спидвею в командном зачёте — 3 место (2014) в парном зачёте — 3 место (2011) | - Турнир «Гранд-Мастер» (Октябрьский) — 2 место (2014) |  |